# Philippus-Kapelle (Berlin-Alt-Hohenschönhausen)
| Philippus-Kapelle    | Philippus-Kapelle                                 |
| -------------------- | ------------------------------------------------- |
| Kapelle, Westansicht |                                                   |
| Adresse              | Berlin-Alt-Hohenschönhausen, Treffurter Straße 10 |
| Konfession           | evangelisch                                       |
| Gemeinde             | Landeskirchliche Gemeinschaft                     |
| Aktuelle Nutzung     | Kapelle für Gottesdienste                         |
| Gebäude              |                                                   |
| Baujahr(e)           | 1952–1954                                         |

Die Philippus-Kapelle (Schreibweise auch: Philippuskapelle) im Berliner Ortsteil Alt-Hohenschönhausen befindet sich in der Treffurter Straße 10. Das evangelische Gotteshaus wurde 1954 eingeweiht und gehört zur Landeskirchlichen Gemeinschaft (LKG) Berlin-Hohenschönhausen innerhalb der Evangelischen Kirche Berlin-Brandenburg-schlesische Oberlausitz.

## Beschreibung
Das Kirchengebäude ist ein schlichter rechteckiger Bau mit weiß verputzter Fassade (an den Längsseiten wie Schindeln strukturiert – in manieristischer Art), einem hölzernen Vorbau zur Straße hin und einem mit roten Dachziegeln eingedeckten Pultdach. Es erhielt seinen Namen bei der Einweihung nach dem Apostel Philippus. Der Bau begann 1952 und gehörte in dieser Zeit zum Kirchenkreis Berlin-Weißensee.
Über dem Vorbau, der einen bogenförmigen Eingang mit zweiflügeliger Tür schützt, ist am First des Westgiebels ein einfaches weißes Holzkreuz angebracht.
Mit seiner Größe und dem schlichten Aussehen fügt sich das Gebäude gut in die Umgebung ein, die von kleinen Einfamilienhäuschen dominiert wird. Die Grundmaße des Kirchenraumes betragen etwa 13 m × 8,5 m. An den Längsseiten sind je fünf einfache unbunte Kirchenfenster eingelassen. Die Kapelle besitzt keinen Turm und keine Glocke. Zum Gebäude gehört ein größerer Garten, im Norden vom Allendorfer Weg begrenzt, mit einem Baumbestand und kleinem hölzernen laubenartigen Gemeinderaum.

## Geschichte

### Baugeschichte
Die Evangelische Pfarr- und Glaubenskirchengemeinde in Lichtenberg hatte nach dem Krieg zahlreiche neue Mitglieder hinzubekommen. So wurde geplant, im Bereich Hohenschönhausen einen kirchlichen Stützpunkt einzurichten, wozu eine Immobilie in der damaligen Berliner Straße vorgesehen war. Dieses Projekt kam aus verschiedenen Gründen nicht voran. Die Christen nutzten daher die Gelegenheit, ein ihnen zum Kauf angebotenes Grundstück in der Gartenkolonie um den Mostpfuhl zu erwerben. Die 821 m² große Parzelle – gelegen an der Treffurter Straße 10 Ecke Allendorfer Weg 26 – hatte der Pfarrerswitwe Amanda Bergmann gehört. Für einen geringen Betrag von 1476 Mark zuzüglich Steuern und Kosten für Wasser- und Stromanschluss wurde die Kirchengemeinde am 13. November 1952 Eigentümer des Baugrundstücks. Am 27. November erteilte das Evangelische Konsistorium Berlin-Brandenburg die (nachträgliche) Zustimmung zum Ankauf des Grundstücks mit folgender Begründung: „Das Fehlen kirchlicher Stützpunkte im Grenzgelände zwischen Marzahn und Berlin-Friedrichsfelde ist bis in die letzte Zeit hinein offen beklagt worden. […] Ein Grundstückserwerb ist im Interesse sämtlicher Nachbarkirchengemeinden dringend geboten.“
Als Gemeindehaus war eine hölzerne Baracke des Herstellers VEB Mibar aus Sachsen vorgesehen, deren Kauf und Aufstellung jedoch nicht genehmigt wurde: eine baupolizeiliche Verfügung für Berlin aus dem Jahr 1951 verbot die Aufstellung neuer Baracken in der Stadt. Die interessierten Gemeindemitglieder mit ihrem geschäftsführenden Pfarrer beauftragten daraufhin den Architekten Paul Schulz, einen Entwurf für „ein kleines Gemeindezentrum in massiver Bauweise bei gleichen Kosten wie die Erstellung einer Holzbaracke“ anzufertigen. Im März 1953 schrieb der Pfarrer an das Konsistorium: „Unsere Gemeinde ist bemüht, noch in diesem Jahre auf diesem Grundstück eine Predigtstelle zu schaffen.“ Das evangelische Hilfswerk hatte finanzielle Hilfe in Aussicht gestellt.
Die Firma Wirtschaftsbau Berlin-Lichtenberg, Herzbergstraße 94/9, erhielt den Auftrag zum Bau einer kleinen einfachen Kapelle. Die Fertigstellung und Einweihung erfolgte zum 8. November 1954 mit einem Festakt.
Die Finanzierung der Bauarbeiten, für die eine Rechnung über 9721,99 Mark gestellt worden war, bereitete der Gemeinde anschließend etliche Schwierigkeiten, denn der Bau war ohne vorher eingeholte kirchenaufsichtliche Genehmigung begonnen worden. Die Bezahlung wurde im Nachhinein über einen Kredit mit zehnjähriger Laufzeit geregelt.
Ein weiteres Problem zeigte sich 1955, als bei zwei Besichtigungen (im April und im Mai) durch Vertreter der Stadtsynode sowohl der Bau insgesamt als auch Details bemängelt wurden:
„Der Konfirmandenraum erscheint in Lage und Gestaltung […] außerordentlich unglücklich.“ Er soll umgebaut werden und vor allem soll die Kirchengemeinde „nachträglich einen ordnungmäßigen Baubeschluss“ fassen und dem Konsistorium zur Genehmigung vorlegen. Wegen der fehlenden kirchenaufsichtlichen Genehmigung „konnte es geschehen, daß einige Dinge an dem sonst mit großer Liebe und Opferbereitschaft aufgebauten Gemeindeheim nicht den Anforderungen entsprechen, die wir heute vom baukünstlerischen Gesichtspunkt aus auch an solch bescheidene Bauvorhaben stellen müssen und stellen können. […] So ist unter anderem der Außenputz in völlig überflüssiger manerierter Form ausgeführt worden. Ein glatter Kellenputz, mit Weißkalk geschlämmt, würde nicht nur sehr viel würdiger aussehen, sondern auch billiger gewesen sein. Auch die in der Leibung der verhältnismäßig flachen Altarnische angebrachte Röhrenbeleuchtung erscheint in jeder Weise bedenklich.“
Zwischen Juni 1955 und Juni 1956 wurde an der Nordostecke des Kapellenbaus ein Nebengebäude zur Lagerung von Brennmaterial und zusätzlichem Mobiliar nach den Plänen des Architekten und von der gleichen Baufirma für 2217,01 DM errichtet.

### Kirchenmusikinstrument
Zur Erstausstattung der Kapelle gehörte ein Harmonium, das nach sieben Jahren kaum noch spielbar war, außerdem wurde 1961 die Organistenstelle der Gemeinde neu besetzt. Beides führte dazu, dass die Gemeinde den Kauf und die Installation einer kleinen Orgel, eines Positivs, in Aussicht nahm. Dazu wurden Angebote (Preise und Lieferzeiten) der Orgelbaufirmen Jehmlich aus Dresden und Sauer aus Frankfurt (Oder) eingeholt: Sauers Kostenvoranschlag mit 9400 Mark war der günstigste. Dazu stellte die Gemeinde an das Konsistorium einen Finanzierungsantrag über einen Betrag von 4600 Mark mit der Maßgabe, dass die Gemeinde selbst 1300 Mark aufbringen wird, aus Spenden und Kollekten wolle man 1000 Mark einnehmen, der bezirkliche Kirchenkreis hatte eine Beihilfe von 2500 Mark zugesagt. Nachdem alles geregelt schien, gab es ein kleines Problem, weil für das Orgelpositiv mit vier Registern und Pedal ein Kleinventilator benötigt wurde, der von einer West-Berliner Firma bezogen werden sollte – die Einfuhrgenehmigung, zuerst nur befristet, wurde nicht erteilt. In Abstimmung mit der Orgelbauanstalt entschied die Gemeinde, eine Kleinstorgel (Portativ) mit drei Registern und ohne Pedal zu kaufen, die nur knapp 3000 Mark kostete und ohne Ventilator auskommt. Weil es sich um einen Serienbau handelte, musste die Orgelbauabteilung der Stadtsynode keine Abnahme durchführen lassen. Aufstellung und Einweihung fanden im Juli 1963 statt. Die bereits genehmigten aber nicht benötigten Summen wurden dem Orgelprojekt der Taborkirche zugeführt.

## Gemeindeleben
Die Gemeinde veranstaltet neben regelmäßigen Gottesdiensten Bibel-Gesprächskreise, Gesprächskreise für Suchende und Fragende, Lebens- und Berufsberatung. Ein Gospel- und ein Posaunenchor werden unterhalten.
Der Pfarrer Walter Hykel war im Jahr 1983 Mitorganisator der „Friedenswerkstatt“, an der sich mehrere Ost-Berliner evangelische Kirchengemeinden beteiligten. Im Nachgang bot er auch homosexuellen Personen seine Unterstützung an. Auf Initiative von Christian Pulz gründete sich in dieser Kapelle der Arbeitskreis Schwule in der Kirche – Arbeitskreis Homosexuelle Selbsthilfe, der später neue Räumlichkeiten im Bezirk Treptow-Köpenick in der Bekenntniskirche zu seinen Treffen zur Nutzung erhielt und der Arbeitskreis Lesben in der Kirche – Arbeitskreis Homosexuelle Selbsthilfe, der später den Gemeinderaum der Gethsemanekirche in Prenzlauer Berg zur Nutzung erhielt.
Der gegenwärtige Pfarrer ist Walter Seitz (Stand: 2024).